# Incamyia unica
Incamyia unica är en tvåvingeart som först beskrevs av Townsend 1915.  Incamyia unica ingår i släktet Incamyia och familjen parasitflugor.
Artens utbredningsområde är Peru. Inga underarter finns listade i Catalogue of Life.